# 鄭鍾秀 (野球)
鄭 鍾秀（チョン・ジョンス、朝鮮語: 정종수、1980年 5月8日 - ）は大韓民国・ソウル特別市出身の元プロ野球選手（捕手）。現KBO審判委員。

## 経歴

### 斗山時代
1999年にOBベアーズから指名されるも大学進学のため拒否。
2003年に改めて斗山ベアーズ（OBの使命権を継承した）へ入団した。
同年4月23日のLGツインズ戦への代打出場が初出場だった。同年は17試合に出場し、1安打1打点1得点を記録した。
だが2004年以降は洪性炘や龍徳韓が活躍したことで一度も一軍出場できず、2006年限りで解雇された。

### 現代時代
その後も現役続行を希望し、現代ユニコーンズと契約した。同年はシーズン序盤に怪我をして一軍出場できなかった。

### ウリ時代
現代解散後の2008年に移籍した。
同年3月30日の斗山戦が移籍後初の試合だったが、その試合でエラーをしてしまい試合後すぐに抹消された。この試合が生涯最後の一軍公式戦出場となった。
その後は一軍に上がれず、シーズン後に引退を発表した。

### 引退後
引退後は2010年から審判に転身した。

## 詳細情報

### 年度別打撃成績
| 年 度    | 球 団    | 試 合 | 打 席 | 打 数 | 得 点 | 安 打 | 二 塁 打 | 三 塁 打 | 本 塁 打 | 塁 打 | 打 点 | 盗 塁 | 盗 塁 死 | 犠 打 | 犠 飛 | 四 球 | 敬 遠 | 死 球 | 三 振 | 併 殺 打 | 打 率 | 出 塁 率 | 長 打 率 | O P S |
| -------- | -------- | ----- | ----- | ----- | ----- | ----- | -------- | -------- | -------- | ----- | ----- | ----- | -------- | ----- | ----- | ----- | ----- | ----- | ----- | -------- | ----- | -------- | -------- | ----- |
| 2003     | 斗山     | 17    | 23    | 20    | 1     | 1     | 0        | 0        | 0        | 1     | 1     | 0     | 0        | 0     | 0     | 2     | 0     | 1     | 8     | 1        | .050  | .174     | .050     | .224  |
| 2008     | ウリ     | 1     | 1     | 1     | 0     | 0     | 0        | 0        | 0        | 0     | 0     | 0     | 0        | 0     | 0     | 0     | 0     | 0     | 0     | 0        | .000  | .000     | .000     | .000  |
| KBO：2年 | KBO：2年 | 18    | 24    | 21    | 1     | 1     | 0        | 0        | 0        | 1     | 1     | 0     | 0        | 0     | 0     | 2     | 0     | 1     | 8     | 1        | .048  | .167     | .048     | .215  |

### 出身学校
- 1996年 - 1999年、善隣情報産業高等学校（朝鮮語版）
- 1999年 - 2003年、漢陽大学校 (1995学番)

### 背番号
- 32 （2003年 - 2005年）
- 64 （2008年）